# گمرک (سیواس)
گمرک (به ترکی استانبولی: Gemerek، به ارمنی: Գեմերեկ) یک منطقهٔ مسکونی در ترکیه است که در استان سیواس واقع شده‌است. گمرک ۱٬۲۰۴ متر بالاتر از سطح دریا واقع شده‌است.

## نگارخانه

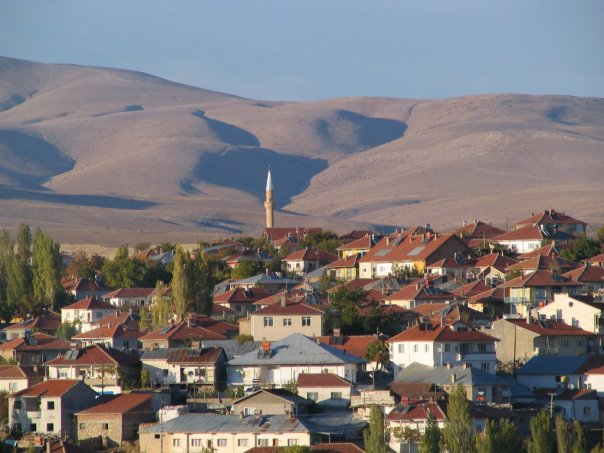
نمایی از گمرک